# Día Internacional de las Juezas
El Día Internacional de Mujeres Juezaso Día Internacional de las Juezas es una jornada conmemorativa que se celebra anualmente el 10 de marzo desde 2022, establecida por la  Organización de las Naciones Unidas (ONU) y otras organizaciones  el 26 de abril de 2021.

## Proclamación
El 26 de abril de 2021, durante la 15ª Reunión Bienal de La Asociación Internacional de Mujeres Juezas (IAWJ, según sus siglas en inglés) en Auckland, Nueva Zelanda, la ONU reconociendo la labor de la Red Mundial de Integridad Judicial, proclamó oficialmente el 10 de marzo como el Día Internacional de Mujeres Juezas.
Esta declaración fue una respuesta directa a la petición de Vanessa Ruiz, entonces Presidenta de la IAWJ, realizada en febrero de 2020. La resolución destaca el compromiso de la ONU con la igualdad de género y el empoderamiento de las mujeres en el sistema judicial, reconociendo su contribución esencial al desarrollo sostenible, la paz y la democracia.

### Motivos de la Proclamación
La proclamación del Día Internacional de Mujeres Juezas por la Asamblea General de la ONU se fundamenta en varios motivos clave:
- Representación femenina en la judicatura: Reconocimiento del número relativamente pequeño de mujeres en cargos judiciales, especialmente en posiciones de liderazgo, destacando la necesidad de aumentar su participación para reflejar una representación equitativa.[5]
- Labor de la Red Mundial de Integridad Judicial: La importancia de los esfuerzos realizados por esta red para integrar cuestiones de género en los sistemas judiciales y promover la representación femenina en todos los niveles de la judicatura.[5]
- Compromiso con estrategias de avance: La necesidad de implementar estrategias efectivas para el avance de la mujer en el sistema judicial, promoviendo su participación en roles de liderazgo y decisiones importantes.[4]
- Igualdad de género y Agenda 2030: La implementación de la igualdad de género y el empoderamiento de las mujeres como objetivos cruciales en la Agenda 2030 para el Desarrollo Sostenible, subrayando la contribución de la igualdad de género al progreso global.[4]

## Celebración
El día se celebra cada 10 de marzo, elegido para conmemorar el esfuerzo y la solidaridad internacional que culminaron en su proclamación. La fecha simboliza el reconocimiento a las mujeres juezas y su papel fundamental en la promoción de la justicia inclusiva y la igualdad de género. La primera celebración tuvo lugar en 2022, convirtiéndose en un hito para visibilizar la labor y los desafíos de las mujeres en el ámbito judicial.

## Temas
- 2022: Primer día internacional de las juezas[6]
- 2023: Igualdad para la justicia[7]
- 2024: Justicia inclusiva = justicia resiliente[8]

## Juezas en el mundo

### España
El 25 de noviembre de 2015 se fundó la Asociación de Mujeres Juezas de España.
En el año 2021 en España había activas 2918 juezas, lo que representa un 54,8% frente a los 2402 jueces que suponen un 45,2%, según datos del Consejo General del Poder Judicial. Sin embargo, los altos cargos judiciales están ocupados por hombres, debido, entre otros factores, a la discreccionalidad en los nombramientos.
El número de juezas superó al de jueces en el año 2013, y desde entonces ha seguido esta tendencia de crecimiento, según se puede observar en las siguientes tabla y gráfica.
| Evolución Juezas y Jueces en España desde 2009 |      |      |      |      |      |      |      |      |      |      |      |      |      |
| Año                                            | 2009 | 2010 | 2011 | 2012 | 2013 | 2014 | 2015 | 2016 | 2017 | 2018 | 2019 | 2020 | 2021 |
| Mujeres                                        | 2094 | 2163 | 2267 | 2404 | 2524 | 2661 | 2661 | 2812 | 2827 | 2858 | 2923 | 2902 | 2918 |
| Hombres                                        | 2345 | 2373 | 2422 | 2486 | 2512 | 2558 | 2558 | 2554 | 2540 | 2519 | 2496 | 2439 | 2402 |
| TOTAL                                          | 4439 | 4536 | 4689 | 4890 | 5036 | 5219 | 5219 | 5366 | 5367 | 5377 | 5419 | 5341 | 5320 |
|                                                |      |      |      |      |      |      |      |      |      |      |      |      |      |
| % Mujeres                                      | 47   | 48   | 48   | 49   | 50   | 51   | 51   | 52   | 53   | 53   | 54   | 54   | 55   |
| % Hombres                                      | 53   | 52   | 52   | 51   | 50   | 49   | 49   | 48   | 47   | 47   | 46   | 46   | 45   |

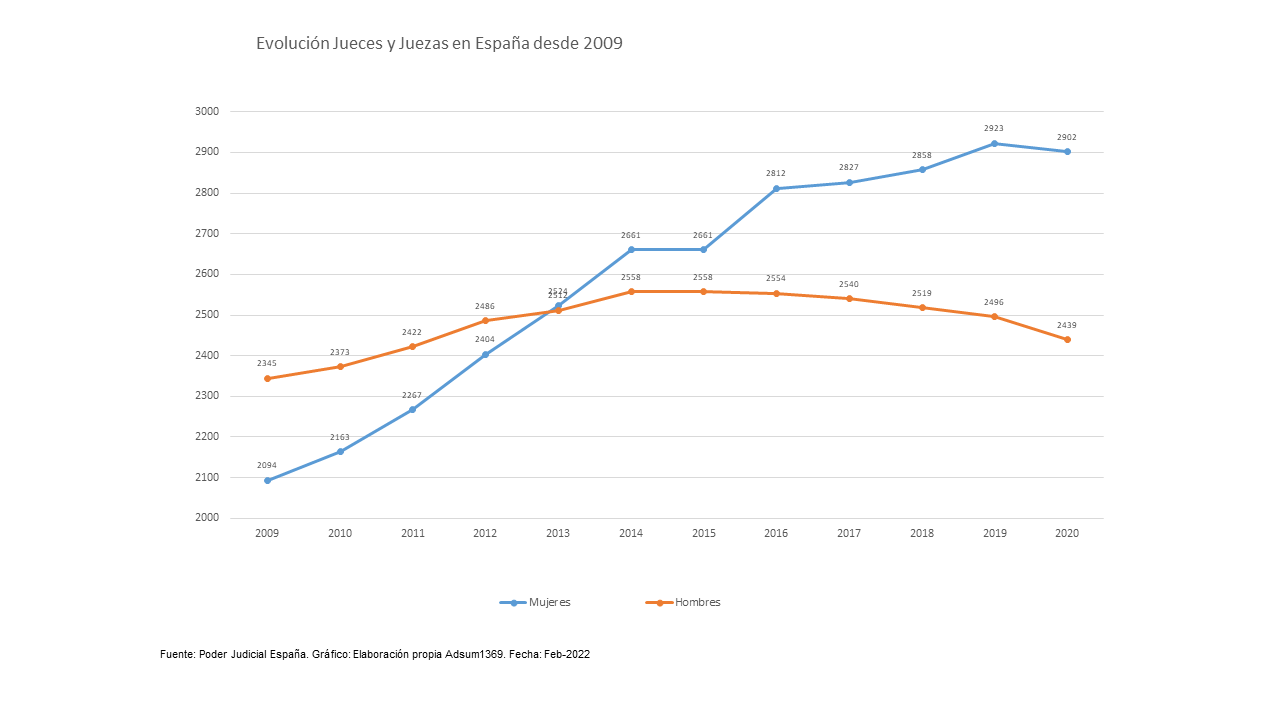
Número de Jueces y Juezas en España

María Jóver Carrión fue la primera mujer que aprobó las oposiciones a jueza en España en el año 1972. Josefina Triguero Agudo fue la primera jueza de carrera profesional.
La primera jueza que formó parte del Consejo General del Poder Judicial fue Cristina Alberdi Alonso, nombrada en el periodo 1985-1990.
En el año 2022 el porcentaje de juezas en el Consejo es del 43%, frente al 57% de jueces, observándose una evolución en incremento del número de juezas, como se puede observar en las siguientes tabla y gráfica.

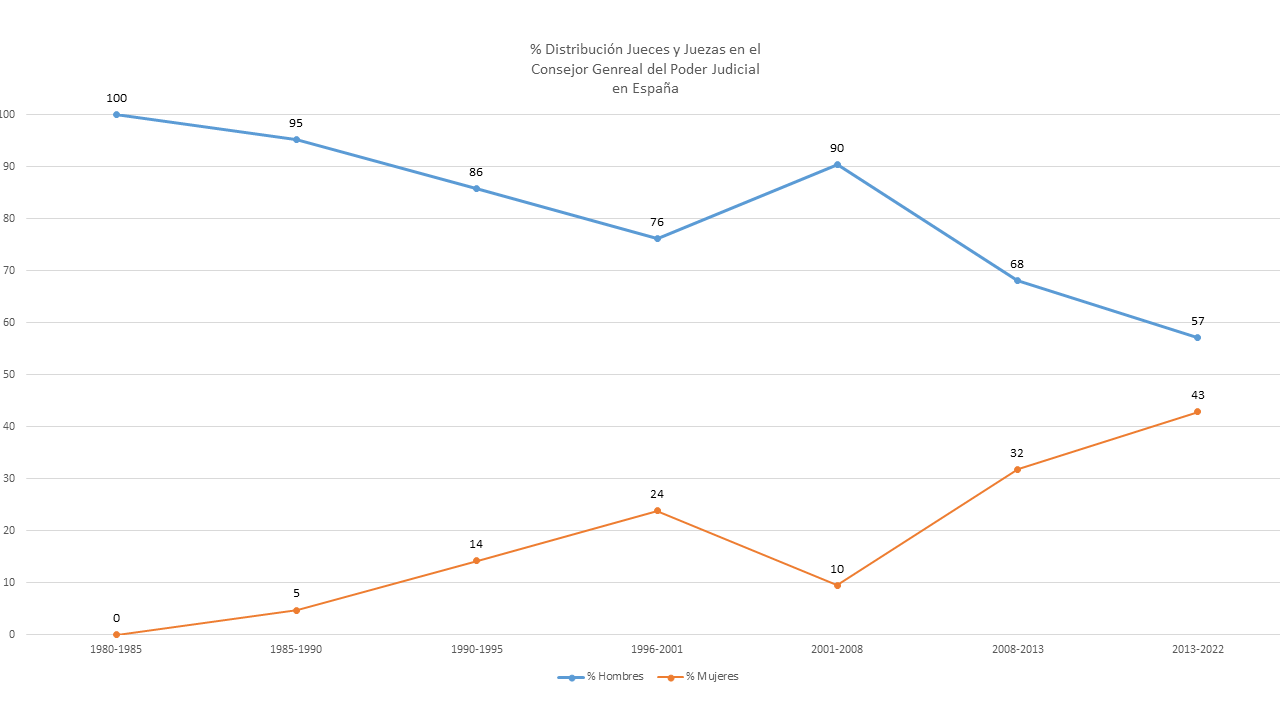

| Distribución Juezas y Jueces en el Consejo General del Poder Judicial en España |           |           |           |           |           |           |           |
| Periodo                                                                         | 1980-1985 | 1985-1990 | 1990-1995 | 1996-2001 | 2001-2008 | 2008-2013 | 2013-2022 |
| Mujeres                                                                         | 0         | 1         | 3         | 5         | 2         | 7         | 9         |
| Hombres                                                                         | 21        | 20        | 18        | 16        | 19        | 15        | 12        |
| TOTAL                                                                           | 21        | 21        | 21        | 21        | 21        | 22        | 21        |
|                                                                                 |           |           |           |           |           |           |           |
| % Mujeres                                                                       | 0         | 5         | 14        | 24        | 10        | 32        | 43        |
| % Hombres                                                                       | 100       | 95        | 86        | 76        | 90        | 68        | 57        |

### Asociación Internacional de Mujeres Juezas
La es una asociación internacional fundada en 1991 que en la actualidad aúna 57 capítulos de asociaciones nacionales a lo largo de todo el mundo.
| Afghan Women Judges Association (AWJA)                   | International Association of Women Judges – Kenya  |
| Albanian Forum of Women Judges (AFWJ)                    | Irish Section of the IAWJ                          |
| Asociación de Juezas de la República Dominicana (AJURD)  | Jamaica Association of Women Judges (JAWJ)         |
| Asociación de Magistradas Chilenas (MACHI)               | Japanese Association of Women Judges               |
| Asociación de Magistradas Judiciales de Paraguay (AMJRP) | Korean Association of Women Judges (KAWJ)          |
| Asociación de Magistradas y Juezas de Panamá (AMAJUP)    | Kyrgyz Republic Association of Women Judges        |
| Asociación de Mujeres Juezas de Argentina (AMJA)         | Magistrati, Avvocati, Giuriste Eropee Donne(MAGED) |
| Asociación de Mujeres Juezas de España (AMJE)            | Mexican Chapter of the International Association   |
| Asociación de Mujeres Juezas del Ecuador (AMUJE)         | Mongolian Women Judges Association (MWJA)          |
| Asociación Peruana de Mujeres Juezas (AMPJ)              | National Association of Women Judges – Uganda      |
| Associação das Juízas Portuguesas (AJP)                  | National Association of Women Judges –USA(NAWJ-US) |
| Association des Femmes Magistrates de Côte d’Ivoir       | National Association of Women Judges, Nigeria      |
| Association of Iraqi Women Judges                        | Nepalese Women Judges Forum                        |
| Association of Women Judges of Bosnia and Herzegov       | New Zealand Association of Women Judges (NZAWJ)    |
| Association of Women Judges of Guatemala                 | Papua New Guinea Judicial Women’s Association      |
| Associazione Donne Magistrato Italiane (ADMI)            | Philippine Women Judges Association (PWJA)         |
| Australian Association of Women Judges (AAWJ)            | Section Béninoise de l'IAWJ                        |
| Bangladesh Women Judges Association (BWJA)               | Société Française de l’IAWJ                        |
| Botswana Chapter of the IAWJ                             | South African Chapter of the IAWJ (SAC-IAWJ)       |
| Brazil Chapter of the IAWJ                               | Tanzania Women Judges Association (TAWJA)          |
| Cameroon Chapter of the IAWJ                             | Trinidad & Tobago Association of Women Judges      |
| Canadian Chapter of the IAWJ (IAWJCC)                    | Tunisian Association of Women Judges (TAWJ)        |
| Caribbean Association of Women Judges                    | Union of Moroccan Women Judges (UMWJ)              |
| Chapitre Haïtien de l’IAWJ                               | United Kingdom Association of Women Judges (UKAWJ) |
| China Women Judges Association                           | Women Judges Association of Malawi (WOJAM)         |
| Chinese Taipei Chapter of the IAWJ                       | Yemeni Women Judges Forum (YWJF)                   |
| Ghana Chapter of the IAWJ                                | Zambia Association of Women Judges (ZAWJ)          |
| Guyana Association of Women Judges                       | Zimbabwe Association of Women Judges (ZAWJ)        |
| Hungarian Association of Women Judges (HAWJ)             |                                                    |